# White Bird (Idaho)
White Bird is een plaats (city) in de Amerikaanse staat Idaho, en valt bestuurlijk gezien onder Idaho County.

## Demografie
Bij de volkstelling in 2000 werd het aantal inwoners vastgesteld op 106.
In 2006 is het aantal inwoners door het United States Census Bureau geschat op 108, een stijging van 2 (1,9%).

## Geografie
Volgens het United States Census Bureau beslaat de plaats een oppervlakte van
0,2 km², geheel bestaande uit land. White Bird ligt op ongeveer 449 meter boven zeeniveau.

## Plaatsen in de nabije omgeving
De onderstaande figuur toont nabijgelegen plaatsen in een straal van 48 km rond White Bird.